# Soto (Cerro Largo)
Soto és una entitat de població de l'Uruguai, al nord-est del departament de Cerro Largo. Té una població aproximada de 100 habitants, segons les dades del cens del 2004. És auna altitud de 130 metres sobre el nivell del mar.